# Eberhard Karls Universität Tübingen
Eberhard Karls Universität Tübingen, undertiden også kaldet Eberhardina Carolina, er et statsligt universitet beliggende i Tübingen i delstaten Baden-Württemberg, Tyskland. 
Med sin grundlæggelse i 1477 er det blandt Tysklands ældste universiteter. Det har gjort sig internationalt bemærket indenfor medicin, naturvidenskab og humaniora, og universitet´har uddannet flere Nobelprismodtagere indenfor medicin og kemi. Særligt universitetets tyskstudier (tysk: Germanistik) har været vurderet til at være Tysklands bedste i årevis. Tübingen er en af de fem klassiske universitetsbyer i Tyskland; de andre er Marburg, Göttingen, Freiburg og Heidelberg. I 2007 havde universitetet 23.500 studerende og 10.000 ansatte, deraf 450 professorer og 2.000 forskere.
Universitetet blev grundlagt af hertug Eberhard i 1477 og bestod oprindeligt af de fire klassiske fakulteter – teologi, jura, medicin og filosofi. I dag består universitetet af 17 fakulteter.